# YAL-1機載雷射系統
波音YAL-1（英語：Boeing YAL-1 Airborne Laser）是一個裝設於改裝的波音747-400F、脉冲功率達兆瓦級的氧碘化學激光器（chemical oxygen iodine laser）武器系統，可以攔截戰術彈道飛彈。YAL-1A 設計於2004年由美國國防部開始研发。最早機載雷射有過低能量雷射的原型機裝置在波音NKC-135A機上，並於1980年代實驗中“擊落”許多飛彈。但由於未达到预期效果該機型研发计划於2011年取消，並於2012年2月14日飛往位於亞利桑納州土桑戴維斯－蒙森空軍基地（Davis–Monthan AFB）旁的飛機墓地封存。

## 概觀

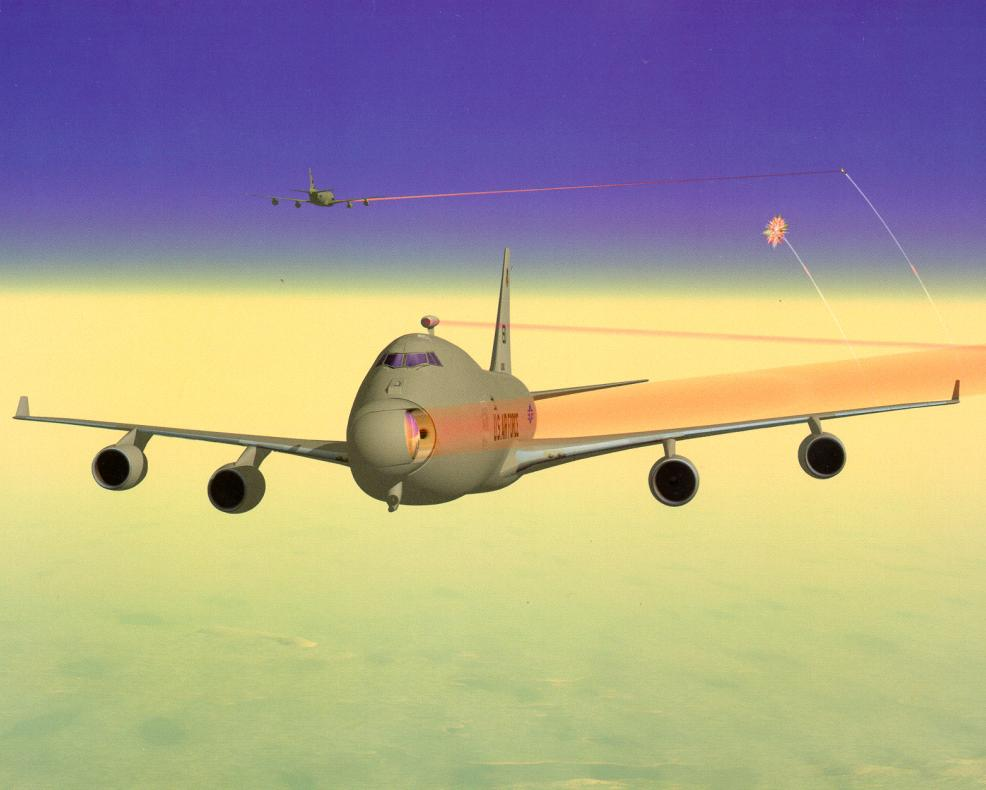
兩架波音YAL-1A擊落彈道導彈構想圖

機載雷射（ABL）並不能貫穿或擊碎目標，而是加熱正处于上升段的飛彈尤其是其燃料舱外殼，使其在高速飛行的壓力下無法承受而自行瓦解。而对于已进入中、末段飞行的弹头，因弹头均有抵抗再入大气时的高温的能力，则无明显效果。如果驗證成功，第一批就有七架ABL 747將建造，並且派往兩個潛在威脅區。
最初預定2008就要服役，但是技术问题和成本問題拖慢計畫。目前的原型機期望在2009完成測試。測試中收集的資料將助於最終設計計畫，並希望幾年後投入實戰現役。
計畫中由MDA和空軍聯手打造兩架原型機，之後空軍接手後序研發。
在1980年代實驗中擊落許多飛彈，包括有：击落挂在钢丝滑索上以60公里时速“飞行”的飞弹模型；聚焦于一枚10公里处灌满燃料停留在地上的“大力神”飞弹的燃料舱段将其击落；2000年后聚焦系统终于有所发展，可以在迫击炮弹高抛飞行至最高点时的数秒内对其跟踪照射并将其引爆。

### 對抗 ICBM 或 TBM

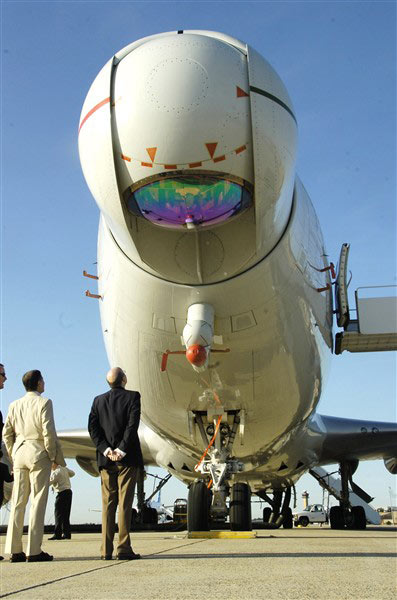
YAL雷射砲塔也是全世界最大的可移動砲塔形裝置

ABL原始設計是對抗戰區彈道飛彈（TBM），战区彈道飛彈飛行速度和距離都小於洲際彈道飛彈（ICBM）。但MDA最近建議ABL 但MDA最近建議ABL 可能可以對抗ICBM於它的發射上升時期。前提是必須更靠近ICBM飛彈至距其发射场300公里至600公里，而且不能飛行在防空炮火區域。对于射程动辄上万公里，多部署于内陆并严加防范地区的ICBM，显然不切实际。液體燃料的ICBM外殼更薄而且推升時段比TBM更長，也許更容易摧毀。
也許ABL達成了設計目標，可以在600公里外摧毀液體燃料的ICBM。但是不幸的是根據2003年美國物理協會發表於国家导弹防御系统的報告，多數情況下对ICBM的攻擊难以超過300km。且前提是必須更靠近ICBM飛彈至距其发射场300公里至600公里，而且不能飛行在防空炮火區域。对于射程动辄上万公里，多部署于内陆并严加防范地区的ICBM，显然不切实际。

### 攔截過程
ABL使用紅外線感測器展開對飛彈的探索，在發現目標之後三道低功率追蹤雷射會用來協助計算飛彈的航向、速度、瞄準點以及大氣擾動。因為大氣擾動會使雷射光速偏斜，ABL有光學適應性透過補償元件來抵銷大氣擾動。主雷射炮設在機頭的多向炮塔內，可以發射3到5秒持續破壞到飛彈內部。ABL設計上不能攔截飛彈於終端、下降段、飛行段，因為雷射必須在目標數百公里內才有威力。所以發射機會只有8到12秒，勉強有兩次射擊機會。

### 實戰操作方式

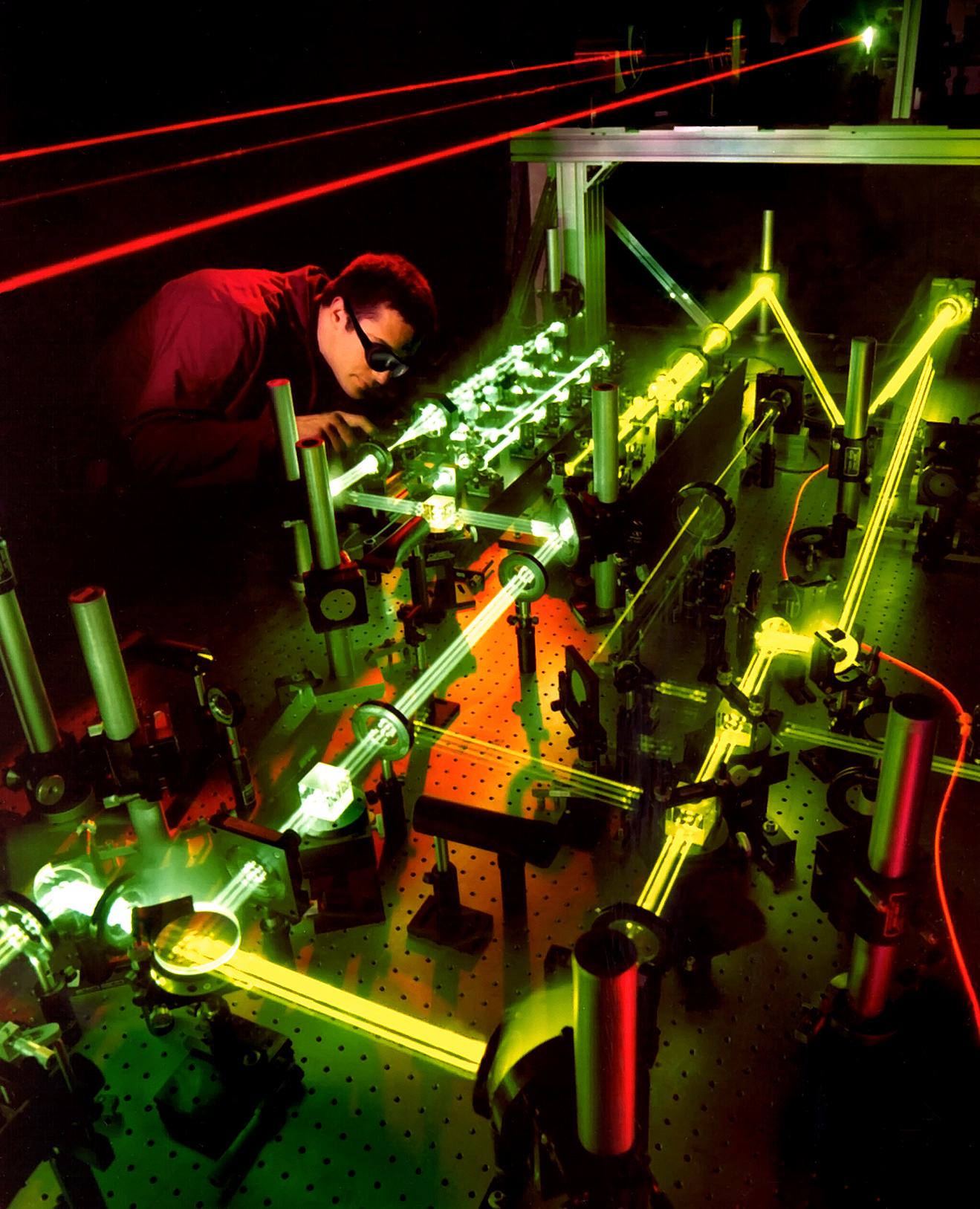
技術員在試驗雷射的抗干擾程度

ABL使用類似火箭的化學燃料產生雷射能量。目前每架可以攜帶發射20發的燃料，低能量發射對付小飛彈時可以發射40發，一定要降落時才能補充燃料不能用空中加油。計畫中每次出擊還要有戰機和電子干擾機護航。ABL是一種防禦性武器所以必須以8字型繞圈飛行儘量滯留於空中靠近敵軍飛彈可能上升之處。飛機燃料可以用空中加油儘量延長滯空時間。

### 飛彈之外的目標
理論上，ABL可以對付飛機，巡弋飛彈，低軌道衛星（參見反衛星武器）。然而，這不是設計中的考量，能否成功還是未知。ABL的紅外線瞄準儀是設計瞄準上升段的彈道飛彈排出的熱訊號。衛星和戰鬥機的熱訊號太小能否鎖定是有問題的。 科學家關切協會分析ABL潛力時表示可能可以攔截低軌道衛星只要目標鎖定系統可行的話。

### COIL氧碘化學雷射器
本系統最重要的就是COIL雷射，共分成六個模組，每個都和一部SUV一樣大。每個約重6,500磅（3,000公斤）。開火時，五秒鐘所發出的能量等於一個美國家庭一小時的用電量。

## 研發情形

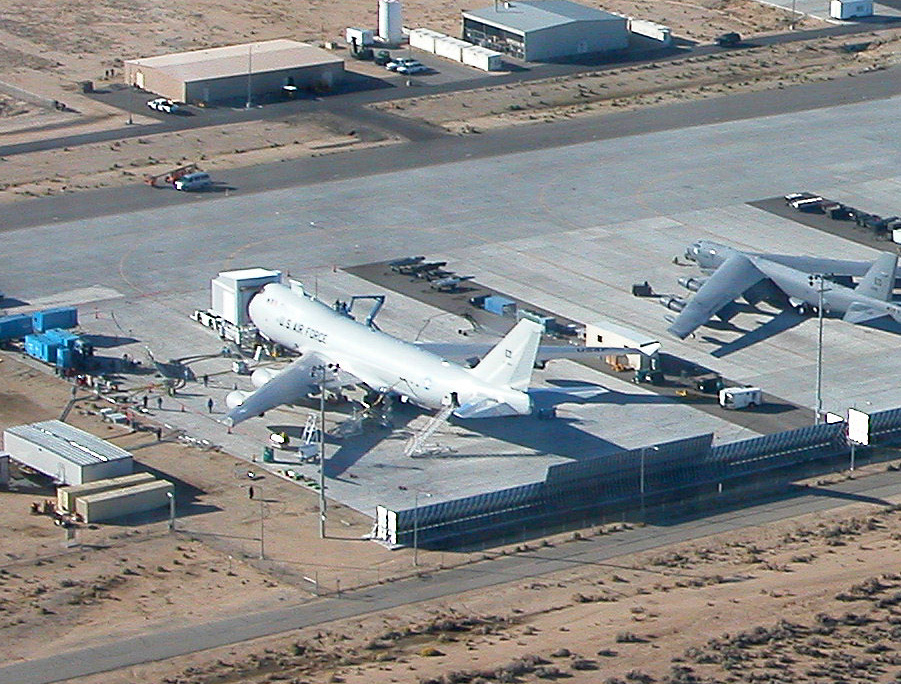
YAL-1 於 2004/11在愛德華茲空軍基地接受改裝

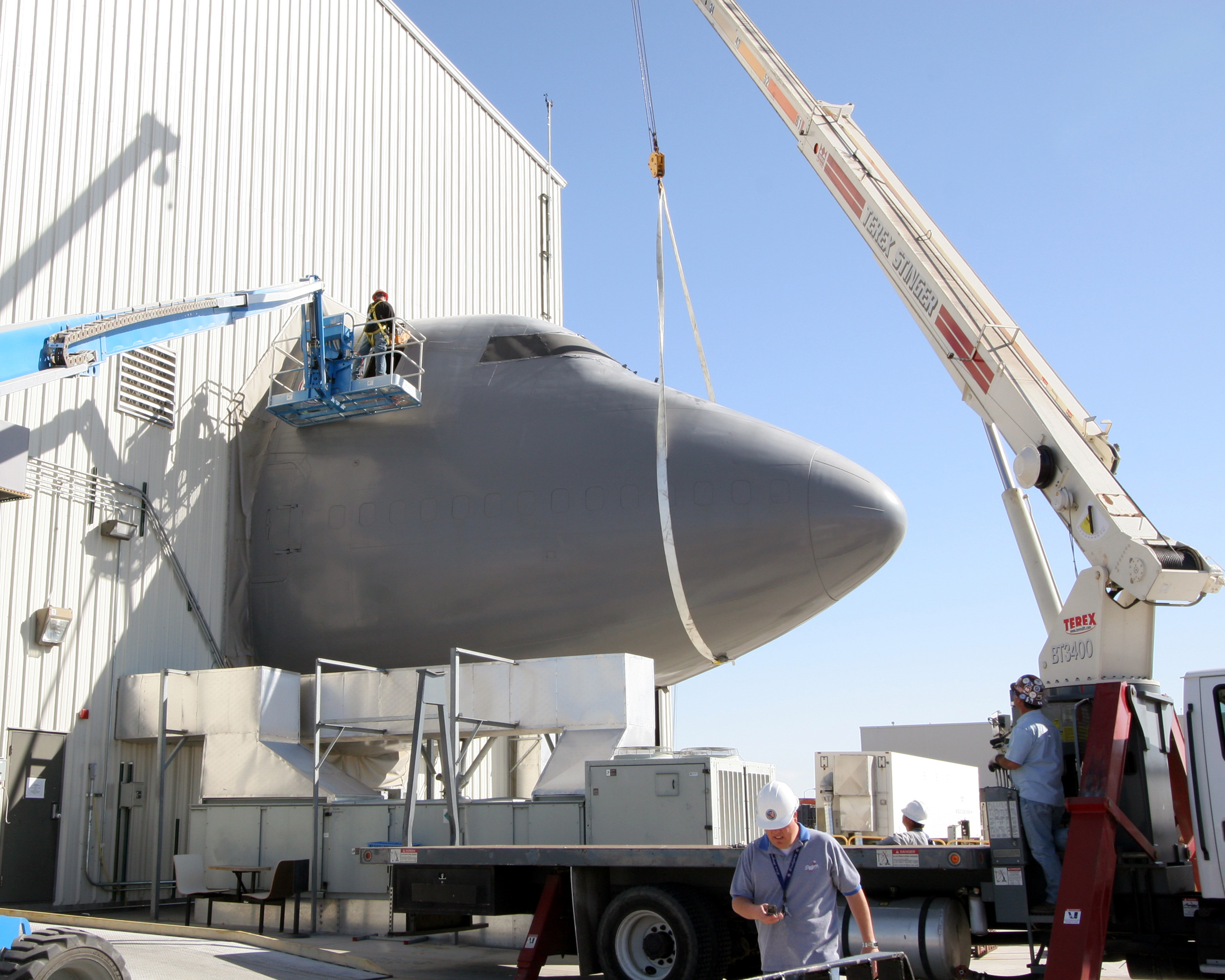
承包商拆除747機頭於Birk飛行試驗中心的系統集成實驗室改裝成雷射炮塔和溫度感應元件

本專案1996年由空軍開始 為了降低研發風險而和波音ABL小組合作。2001，專案轉為MDA和武獲案，宣告以實戰為研發目的。
系統研發已經完成於波音整體防衛系統公司提供的飛機上,波音負責專案管理和系統整合。諾斯洛普·格魯門公司 支援研發COIL部分,洛克希德 支援研發機鼻炮塔和火控系統。
2001年一架退役的印度航空747-200被美國空軍買下，而且卸下機翼後從Mojave機場運到愛德華空軍基地 在基地的飛行測試中心系統整合實驗室（SIL）重組完成，用於測試各種元件。SIL建造了第一個COIL於模擬高度環境中測試，把計畫帶到一個新階段，雷射進行了50次測試，完成了耐久性測試。由於結果完全合格所以裝入飛機。完成全套測試後，實驗室把它拆下，之後這架747-200也被報廢。
波音2002年改裝了一架747-400F，2002年7月18日在波音堪薩斯州的威奇托廠首飛。之後COIL雷射在2004年進行地面試射成功。YAL-1被編入愛德華空軍基地417飛行測試中隊「空中雷射綜合測試軍」。
除了COIL，本系統還包含了兩千瓦級目標鎖定照明雷射，供瞄準用。2007年3月15日，YAL-1成功於飛行中發射照明雷射，擊中目標。目標是一架NC-135E「大牛」（Big Crow）測試機；該機特別被畫上了標靶圖案供射擊。本測試證明系統有能力擊落空中目標並抵銷大氣層扭曲現象。
下一階段測試稱為 "替換高能雷射"（SHEL），將換上真正COIL，從用照明雷射變成用攻擊雷射射擊。2007年，COIL已經裝上YAL-1開始本階段測試。

## 实用价值
激光反导原本是時任美國總統雷根宣称的星際大战计划中的主要部分，试图通过在地面和太空部署大功率激光武器，并通过反射镜卫星将射程延至数千公里以外，从而对洲际导弹的整个上升、中段、再入大气各步形成全面威胁。但建成的最大功率兆瓦级激光器实用中仍显功率不足，只能通过选择薄弱目标、延长照射时间，才得以在80年代實驗中“擊落許多飛彈”。同时激光的远程聚焦和反射镜精度也存在难以解决的问题，实验多在数公里至数十公里对低速和静止目标进行。
而另一方面，雷根对尚未成功的星際大战计划反复高调宣传，使苏联展开对类似武器的开发，并投入巨资，制造出如1MW级的Polyus_(spacecraft)
“极地-斯泰基”天基激光飞船（试制品因1987年5月13日的发射失败摧毁，整个计划因苏联解体而终止）。有认为使苏联陷入对此类武器的竞赛，并耗费大量资源，最终拖垮经济，才是星際大战计划的目的。

### 引用
1. ↑  .   [2008-04-04]. （原始内容存档于2007-03-08）.
2. ↑  DoD 4120.15-L，Model Designation of Military Aerospace Vehicles （页面存档备份，存于），美國國防部於2004/5/12.
3. ↑  .   [2008-04-04]. （原始内容存档于2016-03-05）.
4. ↑  U.S。Missile Defense Agency Budget Funds ABL[]
5. ↑  .   [2008-04-04]. （原始内容存档于2007-02-13）.
6. ↑  .   [2008-04-04]. （原始内容存档于2005-12-11）.
7. 1 2 3 4  Grill，Eric M.，"Airborne Laser fires tracking laser，hits target", Aerotech News and Review，2007年3月23日，第22卷第8期
8. ↑  .   [2008-04-04]. （原始内容存档于2010-07-22）.
9. 1 2 3   (PDF).   [2008-04-04]. （原始内容存档 (PDF)于2007-02-24）.
10. ↑  Radecki, Alan K, A Mojave Scrapbook, MojaveBooks, 2005年
11. 1 2  .   [2008-04-04]. （原始内容存档于2008-01-07）.

## 外部連結
- Boeing Airborne Laser web page
- YAL-1A USAF fact sheet
- Airborne Laser MDA fact sheet
- ABL page on fas.org （页面存档备份，存于）
- YAL-1 ABL page （页面存档备份，存于）
- ABL and National Missile Defense  （页面存档备份，存于）
- Pentagon Demotes Airborne Laser
- Airborne Laser Laboratory （页面存档备份，存于）
- An animation depicting the laser interception of a ballistic missile。（AVI format）